# Simon Fisher Turner
Simon Fisher Turner (* 21. November 1954 in Dover) ist ein englischer Musiker, Komponist, Musikproduzent und Schauspieler. Für die Veröffentlichungen seiner Aufnahmen verwendete er unterschiedliche Namen, unter anderem Simon Fisher Turner, The King of Luxembourg, Deux Filles sowie Simon Turner.

## Karriere
Nach seiner Rolle als Ned East in der TV-Adaption von Tom Brown's Schulzeit (1971) wurde Simon Turner schnell als Teenie-Star in England bekannt. Dies verdankte er auch seinem Mentor Jonathan King, der 1973 sein erstes Album bei UK Records veröffentlichte. Im weiteren Verlauf der 1970er Jahre spielte Turner die Titelrolle in der TV-Serie Kim & Co und absolvierte kleinere Auftritte in Filmen wie Tote schlafen besser an der Seite von Robert Mitchum.
In den 1980er Jahren veröffentlichte er mehrere Singles unter dem Namen The King of Luxembourg, 1990 veröffentlichte er ein weiteres Soloalbum. Ebenfalls in den 80er Jahren begann Turner mit der Aufnahme von Film-Soundtracks, unter anderem für Derek Jarmans Filme Caravaggio, The Last of England – Verlorene Utopien, The Garden und Blue sowie den von David Lynch produzierten Horrorfilm Nadja. Viele seiner Soundtracks wurden auf CD veröffentlicht.
Im Jahr 2002 war Turner als Gastprofessor an der Hochschule für Bildende Künste Braunschweig tätig. Im Jahr 2009 produzierte er das Debütalbum von Polly Scattergood.

## Persönliches
Simon Turner lebt mit seiner Frau und seinen zwei Kindern in London.

## Auszeichnungen
1976 wurde Turner ein Bravo Otto verliehen, eine Auszeichnung der Zeitschrift Bravo im Bereich männlicher Fernsehdarsteller. 2014 erhielt er einen Ivor Novello Award für seinen Soundtrack zum Dokumentar-Stummfilm The Epic of Everest von 1924.

## Filmografie (Auswahl)
- 1971: The Silver Sword (Fernsehserie, 6 Folgen) – als Schauspieler
- 1971: Tom Brown's Schooldays (Fernsehserie, 5 Folgen) – als Schauspieler
- 1972: The Intruder (Fernsehserie, 7 Folgen) – als Schauspieler
- 1972: The Long Chase (Fernsehserie, 13 Folgen) – als Schauspieler
- 1974: Who Killed Lamb? (Fernsehfilm) – als Schauspieler
- 1975–1977: Kim & Co. (Fernsehserie, 26 Folgen) – als Schauspieler
- 1977: Wings (Fernsehserie, 5 Folgen) – als Schauspieler
- 1978: Lillie (Fernsehserie, 2 Folgen) – als Schauspieler
- 1978: Tote schlafen besser (The Big Sleep) – als Schauspieler
- 1981: Stay with Me Till Morning (Fernsehserie, 3 Folgen) – als Schauspieler
- 1985: Neptune's Children (Fernseh-Miniserie) – als Schauspieler
- 1986: Caravaggio – als Filmkomponist und Schauspieler
- 1987: The Last of England – Verlorene Utopien (The Last of England) – als Filmkomponist
- 1989: Melancholia – als Filmkomponist
- 1990: The Garden – als Filmkomponist
- 1991: Edward II – als Filmkomponist
- 1991: The Party: Nature Morte – als Schauspieler
- 1993: Blue – als Filmkomponist
- 1994: Nadja – als Filmkomponist
- 1998: Claire Dolan – als Filmkomponist
- 1998: Croupier – Das tödliche Spiel mit dem Glück (Croupier) – als Filmkomponist und Schauspieler
- 1999: Das Ende einer Affäre (The End of the Affair) – als Schauspieler
- 2000: Hana wo tsumu shôjo to mushi wo korosu shôjo – als Schauspieler
- 2003: Dead Simple – als Filmkomponist
- 2006: Sweeney Todd (Fernsehfilm) – als Filmkomponist

## Diskografie

### Als Simon Turner
- Simon Turner (UK Records) (1973)
- Simon Turner (Creation Records) (1990)
- Sex Appeal (1992)
- The Many Moods of Simon Turner (1993)
- Revox (1993)

### Als The King of Luxembourg
- Sir/Royal Bastard (1988)
- Sex Appeal (1992)
- Sweets of Japan (Felicite Records) (2003)

### Als Simon Fisher Turner
- The Bone of Desire (1985)
- Caravaggio Original Soundtrack (1986/1995)
- The Last of England Original Soundtrack (1987)
- Melancholia Soundtrack (1989)
- Edward II Original Soundtrack (1991)
- The Garden Original Soundtrack (1991)
- I've Heard the Ammonite Murmur (1992)
- Blue (1994)
- Live Blue Roma (The Archaeology of Sound) (1995)
- Nadja (1995)
- Shwarma (1996)
- Loaded Original Soundtrack (1996)
- Still, Moving, Light (1999)
- Oh Venus (1999)
- Eyes Open (1999)
- Travelcard (2000)
- Riviera Faithful (2002)
- Swift (2002)
- Lana Lara Lata (2007)
- Films you should have seen (2009)
- Instability of the Signal (2014)

### Filmmusik, bisher noch nicht auf CD erschienen (Auswahl)
- A Song of Love
- I'll Sleep When I'm Dead
- William Eggleston in the Real World